# ПАЗ-3206
ПАЗ-3206 - повнопривідний автобус малого класу, призначений для перевезення пасажирів по дорогах з різними видами покриттів, у тому числі по ґрунтових, в різні пори року (підвищеної прохідності). Колісна формула 4 × 4.
ПАЗ-3206 є повнопривідною версією базової моделі ПАЗ-32053 . Складання дослідного зразка було завершено у 1982 році. Прийшов на зміну автобусу ПАЗ-3201. Приймальні випробування ПАЗ-3206 завершилися до грудня 1986 року, але збирання товарних зразків через відсутність вільних потужностей вдалося налагодити лише з 1995 року. Достовірно відомо про не менш ніж 525 виготовлених примірників.

## Конструкція
У зв'язку із встановленням переднього провідного мосту кузов автобуса піднято на 145 мм. порівняно із ПАЗ-3205. Передній ведучий міст із кулачковим диференціалом підвищеного тертя. Задній міст також має диференціал підвищеного тертя. Роздавальна коробка аналогічна тій, що встановлюється на автомобіль ГАЗ-3308. Передній привід відключається. У роздатковій коробці передбачено знижену передачу. Знижену передачу можна увімкнути лише при увімкненому передньому приводі. Коробка передач чотириступінчаста ГАЗ-3307. Двигун ЗМЗ-5234 - чотиритактний, восьмициліндровий, карбюраторний робочим об'ємом 4,25 літри та потужністю 120 к.с. Також у невеликій кількості встановлювався дизельний двигун Д-245.7 потужністю 122 л. із 5-ступінчастою коробкою перемикання передач ЗіЛ-130. Підвіска залежна ресора. Задній міст також має чотири стабілізуючі пружини. Гальмівна система пневмогідравлічна двоконтурна. Гальмо стоянки барабанне, розташоване позаду роздавальної коробки і діє тільки на задній міст. Органи керування відрізняються від автобуса ПАЗ-3205 наявністю важелів включення переднього мосту та знижувальної передачі у роздавальній коробці, які розташовані праворуч від сидіння водія. Паливний бак збільшено до 150 л. проти 105 л. у ПАЗ-3205.

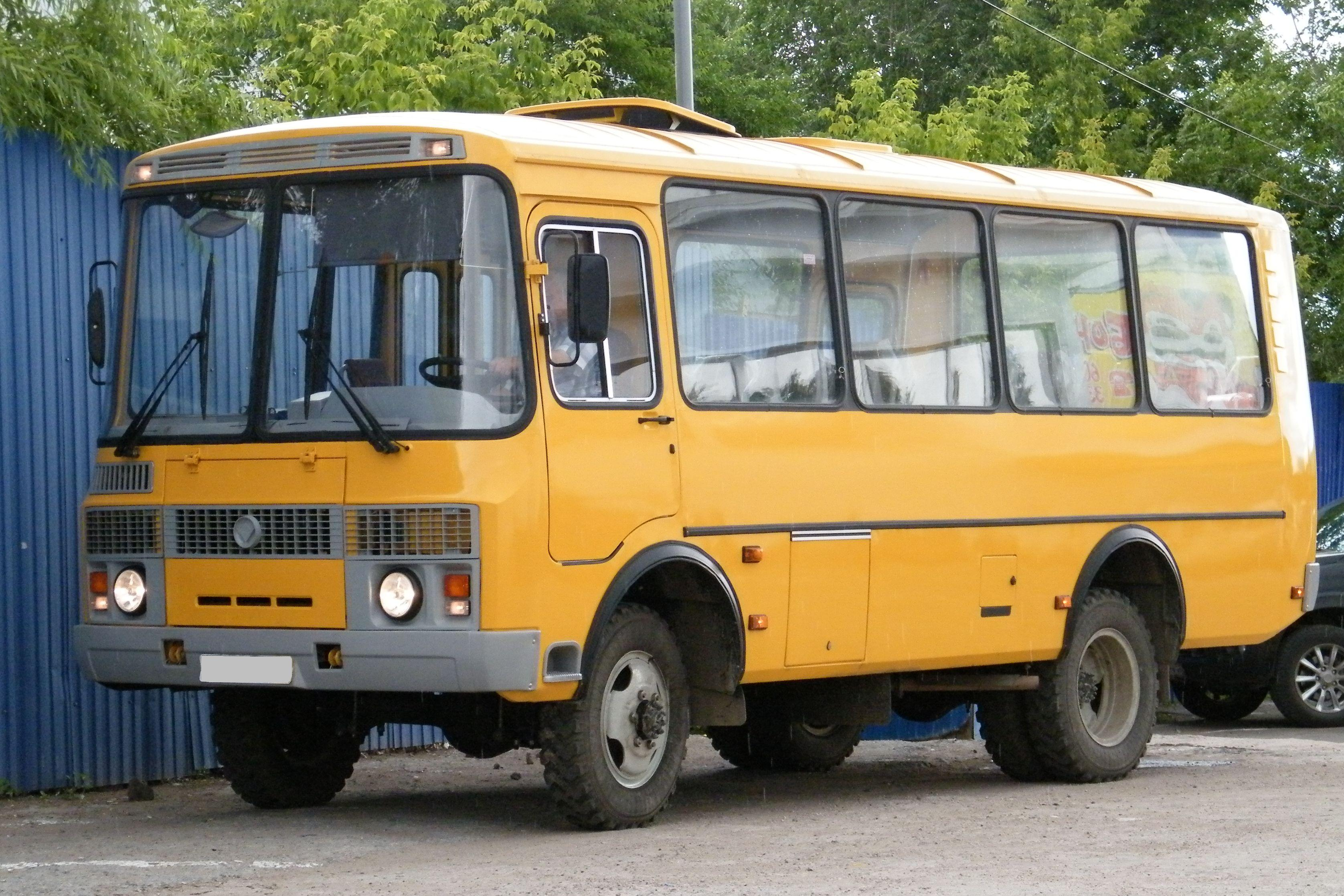

## Модифікації
ПАЗ-3206-60
ПАЗ 3206-110 – базова модель. Кількість пасажирських місць – 25.
ПАЗ-3206-110-20 – вантажопасажирський. Вантажний відсік відокремлений від салону перегородкою. Кількість пасажирських місць – 11.
ПАЗ-3206-110-50
ПАЗ-3206-110-60 – північне виконання з підвищеною термоізоляцією (подвійна підлога, подвійне скло). Кількість пасажирських місць – 25.
ПАЗ-3206-110-70 – шкільний. Кількість пасажирських місць – 22.
ПАЗ-3206-110-80 – ритуальний. Кількість пасажирських місць – 16.
ПАЗ-320608-110-70

## Джерело
- ПАЗ-3206 на сайті «Російські автобуси»
- Посібник з експлуатації 3206-110-3902010РЕ (додаток до посібника з експлуатації автобуса ПАЗ-32053). ТОВ «Павлівський автобусний завод. 2013 р.